# 파이프와이어
파이프와이어(PipeWire)는 리눅스에서 오디오 및 비디오 스트림을 처리하기 위한 로우레벨 서버 및 멀티미디어 프레임워크이다. 레드햇의 빔 테이만스가 개발했으며, 낮은 지연 시간의 캡처 및 재생 기능을 제공하여 오디오 및 비디오 처리를 통합하는 것을 목표로 한다. Pipewire는 고급 멀티미디어 라우팅 및 파이프라인 처리를 용이하게 하며, 기존 사운드 시스템을 대체하고 호환되도록 설계되었다.

## 역사
2015년, 테이만스는 윌리엄 맨리가 개발한 PulseVideo를 포함한 여러 기존 프로젝트의 아이디어를 기반으로 파이프와이어 개발을 시작했다. 레드햇의 크리스티안 샬러에 따르면, 맨리의 초기 PulseVideo 프로토타입에서 많은 아이디어를 얻었으며, 그 노력으로 인해 GStreamer에 병합된 일부 코드를 기반으로 한다. 프로젝트의 목표는 펄스오디오가 오디오 처리를 개선한 것과 같은 방식으로 리눅스에서 비디오 처리를 개선하는 것이었다.
펄스오디오와는 별개의 프로젝트였지만, 테이만스는 처음에는 새 프로젝트에 "PulseVideo"라는 이름을 사용하는 것을 고려했다. 2015년 6월까지, 테이만스가 살았던 스페인의 도시인 피노스 데 알하우린의 이름을 따서 "Pinos"라는 이름이 사용되었다.
처음에는 Pinos는 비디오 스트림만 처리했지만, 2017년 초에 테이만스는 오디오 스트림 통합 작업을 시작했다. 테이만스는 일반 사용자 및 전문 오디오 사용 사례를 모두 지원하고 싶었고, 전문 오디오 구현에 대한 조언을 얻기 위해 폴 데이비스 (JACK 개발자)와 로빈 가레우스 (Ardour 개발자)에게 자문을 구했다. 이때, 프로젝트 이름이 "파이프와이어"로 채택되었다.
2018년 11월, 파이프와이어는 LGPL에서 MIT 허가서로 라이선스가 변경되었다.
2021년 4월, 페도라 리눅스 34는 오디오용 파이프와이어를 기본으로 제공하는 최초의 리눅스 배포판이 되었다. 1년 후, Pop! OS는 22.04 버전에서 이를 기본 오디오 서버로 채택했다. 우분투 22.10 버전부터 기본 오디오 서버가 되었다. 2023년, 데비안 12 북웜에서 그놈 데스크톱 환경의 기본 오디오 서버로 채택되었다.

## 기능
이 프로젝트의 목표는 다음과 같다:
- 안전한 멀티미디어 처리를 위한 샌드박스 환경에서 잘 작동한다.[3][12][20]
- 웨이랜드 컴포지터에서 스크린샷 및 스크린캐스트를 위한 안전한 방법을 제공한다.[4][20][21]
- 펄스오디오, JACK, ALSA 및 GStreamer를 기반으로 하는 애플리케이션을 지원하여 오디오 및 비디오 처리를 통합한다.[4][7][21][22]
- 실시간 멀티미디어 처리를 제공한다.
- 오디오 및 비디오 캡처 및 재생 모두에서 최소한의 지연 시간을 제공한다.
- 애플리케이션 간 멀티미디어 콘텐츠 공유를 허용하는 다중 프로세스 아키텍처를 제공한다.